# Công quốc Firenze
Công quốc Firenze (tiếng Ý: Ducato di Firenze) là lãnh địa của thân vương có trung tâm là thành phố Firenze vùng Toscana nước Ý. Công quốc được thành lập sau khi Hoàng đế Charles V khôi phục quyền cai trị Firenze của nhà Medici vào năm 1530. Giáo hoàng Clêmentê VII, bản thân là người nhà Medici, đã bổ nhiệm người họ hàng của mình là Alessandro de' Medici lên làm Công tước Cộng hòa Firenze, qua đó biến nước Cộng hòa Firenze thành một chế độ quân chủ cha truyền con nối.
Công tước đời thứ hai là Cosimo I đã thành lập một lực lượng hải quân Firenze hùng mạnh và mở mang lãnh địa của mình, thu hồi Elba và chinh phục Siena. Năm 1569, Giáo hoàng tuyên bố Cosimo là Đại Công tước Toscana. Dòng họ Medici cai trị Đại Công quốc Toscana cho đến tận năm 1737.

## Triều đại của Alessandro

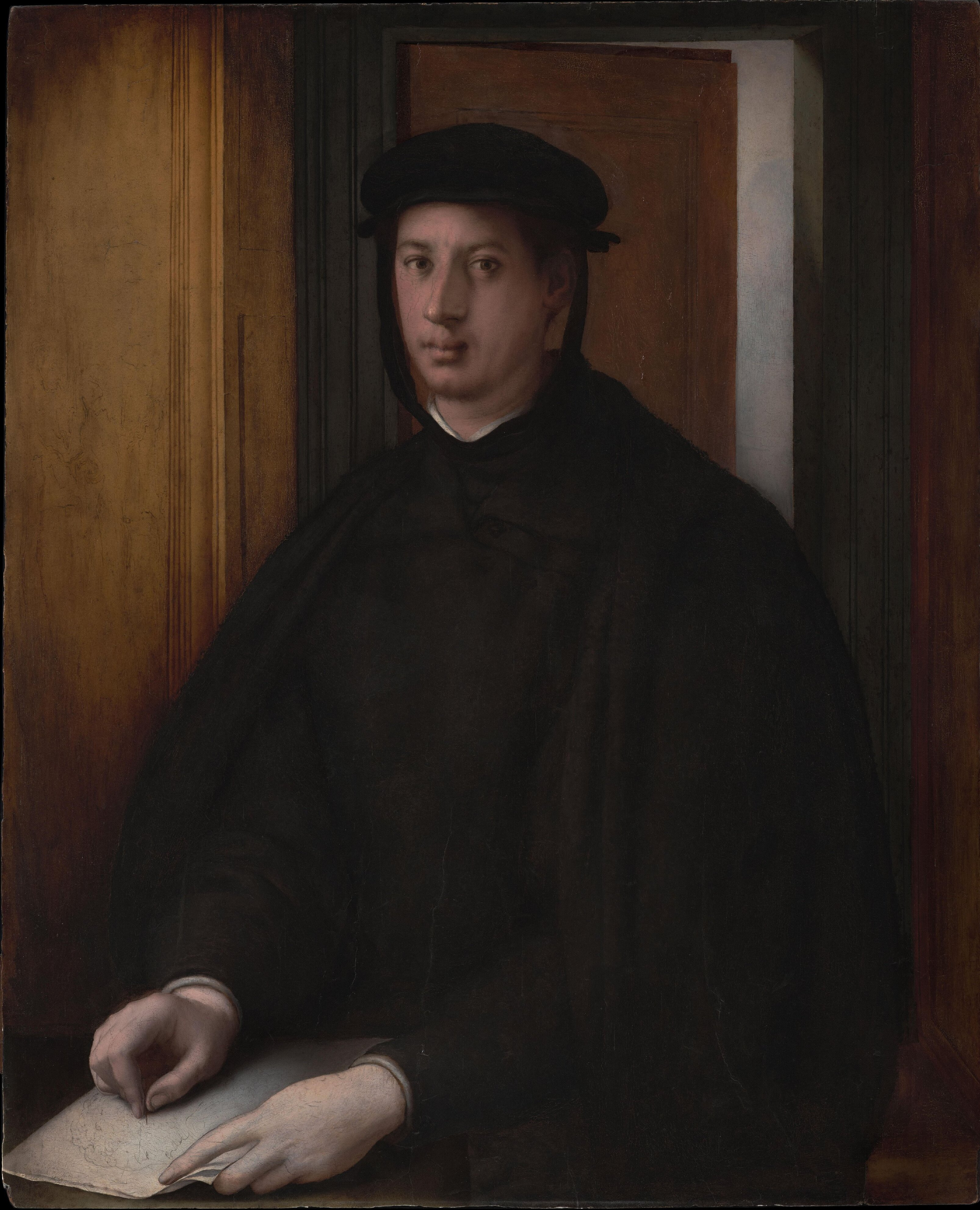
Chân dung Alessandro de' Medici

## Triều đại của Cosimo I

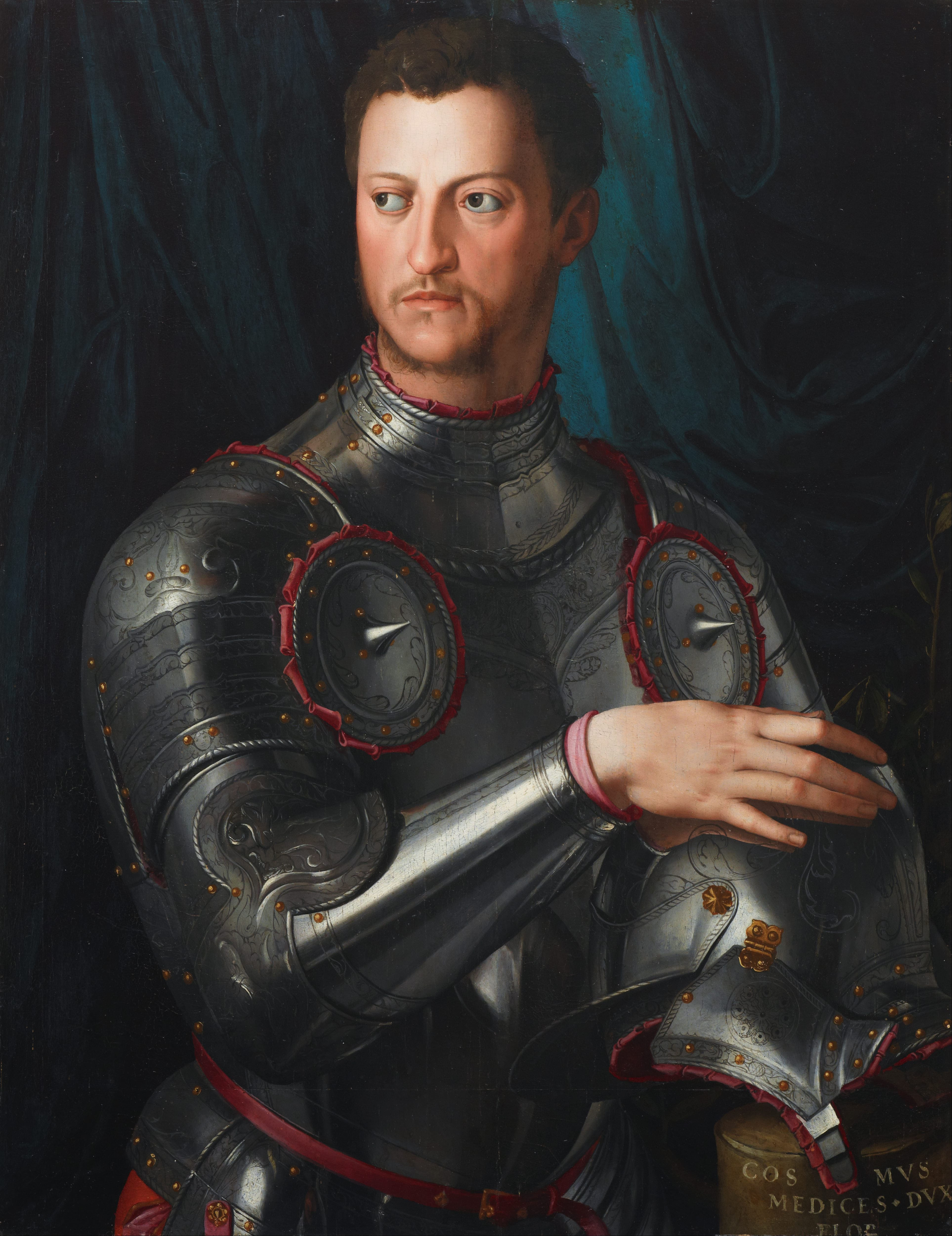
Chân dung Cosimo I de' Medici